# Роскошное (Запорожская область)
Роскошное (укр. Розкішне) — село,
Кировский сельский совет,
Токмакский район,
Запорожская область,
Украина.
Код КОАТУУ — 2325281604. Население по переписи 2001 года составляло 268 человек.

## Географическое положение
Село Роскошное находится на правом берегу реки Юшанлы,
выше по течению на расстоянии в 3,5 км расположено село Грушевка,
ниже по течению на расстоянии в 5,5 км расположено село Советское,
на противоположном берегу — село Могутнее.

## История
- В 1854 году в Молочанском меннонитском округе было основано село Клефельд, которое позже вошло в состав Роскошного.[2]
- По данным сайта Верховной Рады Украины, село было основано в 1922 году, как село Видважное.[1]
- В 1964 году переименовано в село Роскошное.